# Едуард Дрюен де Люї
Едуард Дрюен де Люї (фр. Édouard Drouyn de Lhuys; 1805—1881) — французький дипломат, політик і державний діяч; чотири рази (з перервами) займав пост міністра закордонних справ Франції.

## Біографія
Едуард Дрюен де Люї народився 19 листопада 1805 року в Парижі.
Під час липневої монархії був повіреним у справах у Мадриді, потім членом палати депутатів, де виступив проти політики Франсуа Гізо. Після лютневої революції у Франції, бувши членом спочатку установчих, потім законодавчих зборів, він завжди вотував з правого.
Ставши міністром закордонних справ в першому кабінеті Людовика-Наполеона, Люї підтримував політику президента проти Римської республіки і стояв за відновлення папської влади.
У 1849 році, передавши свій портфель де Токвілю, вирушив послом до Лондона, але незабаром повернувся назад і отримав колишнє місце, змінивши Жана-Ернеста Дюко де Лаітта, яке 24 січня 1851 року передав Анатолю Брень де Ренодьеру. 28 липня 1852 року знову став главою МЗС слідом за Луї-Феліксом-Етьєном де Тюрго.
Сприяв укладенню союзу Франції і Великої Британії проти Російської імперії; був одним з французьких уповноважених на Віденській конференції 1855 року. Співчуття, виявлене ним разом з лордом Росселом до мирних пропозицій Австрії, не зустріло схвалення Наполеона III, і Люї після повернення передав свій портфель графу Олександру Колонна-Валевському, залишивши навіть посаду сенатора. Для виправдання свого способу дій в східному питанні він у 1858 році видав працю під назвою «Histoire diplomatique de la crise orientale etc.».
Коли в жовтні 1862 року міністр закордонних справ Едуар-Антуан Тувенель отримав відставку внаслідок того, що всупереч наміру імператора погрожував Папі Римському Пію IX відкликанням французьких військ з Риму, і Едуар Друін де Люйс зайняв його місце. Від нього очікували недружнього ставлення до Італії; але, виконуючи волю імператора, він підписав торговий трактат між Італією і Францією і навіть угоду (1864), яким вирішено було відкликати французькі війська з італійської столиці.
Під час Австро-пруссько-данської війни він ухилився від сприяння Данії, на яке дуже розраховувала Англія.
У 1866 році, на початку Австро-прусської війни, Едуард Дрюен де Люї висловився за розірвання колишнього Німецького союзу і створення нового з виключенням з нього як Пруссії, так і Австрії, причому перша отримувала Шлезвіг-Голштейн, Мекленбург, Гессен і Брауншвейг, але повинна була відмовитися від лівого берега Рейну; Західна і Південна Німеччина повинна була визнати протекторат Франції. 6 серпня 1866 року він зажадав від Бісмарка дотримання меж 1814 року, баварських і гессенських володінь на Рейні, скасування права Пруссії мати гарнізон в Люксембурзькій фортеці і відкликання прусського гарнізону з Майнца. Коли Бісмарк відхилив всі ці вимоги, Наполеон III не ризикнув оголосити війну, а де Люї виставили єдиним винуватцем невдачі і відправили відставку. З того часу він не грав більш значущою політичної ролі.
Едуард Дрюен де Люї помер 1 березня 1881 року в рідному місті.